# Aphanistes flaviscutellaris
Aphanistes flaviscutellaris là một loài tò vò trong họ Ichneumonidae.